# Хлевиська (Великопольське воєводство)
Хлевиська (пол. Chlewiska) — село в Польщі, у гміні Казьмеж Шамотульського повіту Великопольського воєводства.
Населення — 217 осіб (2011).
У 1975-1998 роках село належало до Познанського воєводства.

## Демографія
Демографічна структура станом на 31 березня 2011 року:
|          | Загалом | Допрацездатний вік | Працездатний вік | Постпрацездатний вік |
| -------- | ------- | ------------------ | ---------------- | -------------------- |
| Чоловіки | 106     | 21                 | 77               | 8                    |
| Жінки    | 111     | 22                 | 70               | 19                   |
| Разом    | 217     | 43                 | 147              | 27                   |